# Dichaetanthera erici-rosenii
Dichaetanthera erici-rosenii är en tvåhjärtbladig växtart som först beskrevs av Robert Elias Fries, och fick sitt nu gällande namn av Abílio Fernandes och Rosette Mercedes Saraiva Batarda Fernandes. Dichaetanthera erici-rosenii ingår i släktet Dichaetanthera och familjen Melastomataceae. Inga underarter finns listade i Catalogue of Life.